# Hanau
Hanau – miasto w Niemczech, w kraju związkowym Hesja, w rejencji Darmstadt, w powiecie Main-Kinzig. Leży nad Menem, w regionie Ren-Men (niem. Rhein-Main-Gebiet); liczy 101 364 mieszkańców (31 grudnia 2022).
Hanau to miasto o szczególnym statusie (Sonderstatusstadt), co oznacza, że przejęło niektóre zadania powiatu.
Jest szóstym co do wielkości miastem Hesji. Miasto braci Grimm (niem. Brüder-Grimm-Stadt).
19 lutego 2020 około godz. 22 doszło do zamachu, w którym zginęło 11 osób, a 6 zostało rannych.

## Części miasta
Miasto dzieli się na 10 części miasta (Stadtteile):
- Innerstadt (śródmieście)
- Nordwest
- Südost
- Kesselstadt
- Großauheim
- Klein-Auheim
- Mittelbuchen
- Steinheim
- Wolfgang
- Lamboy

## Gospodarka
Przemysł gumowy, elektrotechniczny, metalowy oraz jubilerstwo. Muzeum złotnictwa.
W 1997 r. zlikwidowano przemysł nuklearny (pręty paliwowe dla elektrowni jądrowych).
Bezrobocie utrzymuje się na poziomie 5,6% (IV 2008), przy 6,8% w Hesji i 8,1% w całych Niemczech.

## Paul-Hindemith-Preis der Stadt Hanau
Miasto przyznaje od roku 2000 Nagrodę Paula Hindemitha. Dotychczasowi laureaci:
- 2000: puzonista jazzowy Albert Mangelsdorff
- 2002: kompozytor Rolf Riehm
- 2004: pianista i dyrygent Daniel Barenboim
- 2006: altowiolistka Tabea Zimmermann

## Ludzie urodzeni w Hanau
- Thomas Berthold – piłkarz
- bracia Grimm
- Paul Hindemith – kompozytor
- Renate Schmidt – polityk
- Rudi Völler – piłkarz i trener
- Daniela Schadt – pierwsza dama Niemiec w latach 2012–2017

## Współpraca
Miejscowości partnerskie:
- Francja: Conflans-Sainte-Honorine, Francheville
- Wielka Brytania: Dartford
- Rosja: Jarosław
- Japonia: Tottori
- Turyngia: Waltershausen